# FA Community Shield 2011
Lo FA Community Shield 2011 si è disputato domenica 7 agosto 2011 al Wembley Stadium di Londra.
La sfida ha visto contrapporsi il Manchester United, campione d'Inghilterra in carica, ed il Manchester City, detentore dell'ultima FA Cup. Il Manchester City è tornato a giocare la competizione a 38 anni di distanza dall'ultima volta, datata 1973, mentre per il Manchester United si è trattata della quinta apparizione consecutiva.
A conquistare il trofeo è stato il Manchester United, che si è imposto per 3-2 grazie ad una doppietta di Nani e ad una rete di Chris Smalling. La squadra di Sir Alex Ferguson ha vinto il Community Shield per la seconda volta consecutiva.

## Partecipanti
| Squadre         | Qualificazione                           | Partecipazioni precedenti (il grassetto indica la vittoria) |
| --------------- | ---------------------------------------- | --- |
| Manchester Utd  | Vincitore della Premier League 2010-2011 | 27 (1908, 1911, 1948, 1952, 1956, 1957, 1963, 1965, 1967, 1977, 1983, 1985, 1990, 1993, 1994, 1996, 1997, 1998, 1999, 2000, 2001, 2003, 2004, 2007, 2008, 2009, 2010) |
| Manchester City | Vincitore della FA Cup 2010-2011         | 7 (1934, 1937, 1956, 1968, 1969, 1972, 1973) |

## Tabellino
| Arbitro: | Phil Dowd |

|                         |           |                             |
| Lescott 38’ Džeko 45+1’ | Marcatori | 52’ Smalling 58’ 90+4’ Nani |

| Manchester City | Manchester United |

### Formazioni
| Manchester City |    |                       |     |     |
|                 |    |                       |     |     |
| P               | 25 | Joe Hart              |     |     |
| D               | 2  | Micah Richards        | 22’ |     |
| D               | 4  | Vincent Kompany (c)   |     |     |
| D               | 6  | Joleon Lescott        |     |     |
| D               | 13 | Aleksandar Kolarov    | 60’ | 73’ |
| C               | 34 | Nigel de Jong         |     |     |
| C               | 7  | James Milner          | 55’ | 67’ |
| C               | 42 | Yaya Touré            | 34’ |     |
| C               | 45 | Mario Balotelli       |     | 59’ |
| C               | 21 | David Silva           |     |     |
| A               | 10 | Edin Džeko            | 19’ |     |
| A disposizione: |    |                       |     |     |
| P               | 12 | Stuart Taylor         |     |     |
| D               | 15 | Stefan Savić          |     |     |
| D               | 22 | Gaël Clichy           |     | 73’ |
| C               | 8  | Shaun Wright-Phillips |     |     |
| C               | 11 | Adam Johnson          |     | 67’ |
| C               | 18 | Gareth Barry          |     | 59’ |
| A               | 16 | Sergio Agüero         |     |     |
| Allenatore:     |    |                       |     |     |
| Roberto Mancini |    |                       |     |     |

| Manchester Utd  |    |                   |     |     |
|                 |    |                   |     |     |
| P               | 1  | David de Gea      |     |     |
| D               | 12 | Chris Smalling    |     |     |
| D               | 5  | Rio Ferdinand     |     | 46’ |
| D               | 15 | Nemanja Vidić (c) |     | 46’ |
| C               | 3  | Patrice Evra      | 40’ | 71’ |
| C               | 16 | Michael Carrick   |     | 46’ |
| C               | 8  | Anderson          | 19’ |     |
| C               | 17 | Nani              |     |     |
| C               | 18 | Ashley Young      |     |     |
| A               | 10 | Wayne Rooney      |     |     |
| A               | 19 | Danny Welbeck     |     | 89’ |
| A disposizione: |    |                   |     |     |
| P               | 34 | Anders Lindegaard |     |     |
| D               | 4  | Phil Jones        |     | 46’ |
| D               | 21 | Rafael            |     | 71’ |
| D               | 23 | Jonny Evans       |     | 46’ |
| C               | 13 | Park Ji-sung      |     |     |
| C               | 35 | Tom Cleverley     |     | 46’ |
| A               | 9  | Dimităr Berbatov  |     | 89’ |
| Allenatore:     |    |                   |     |     |
| Alex Ferguson   |    |                   |     |     |